# Pietro Cavallini

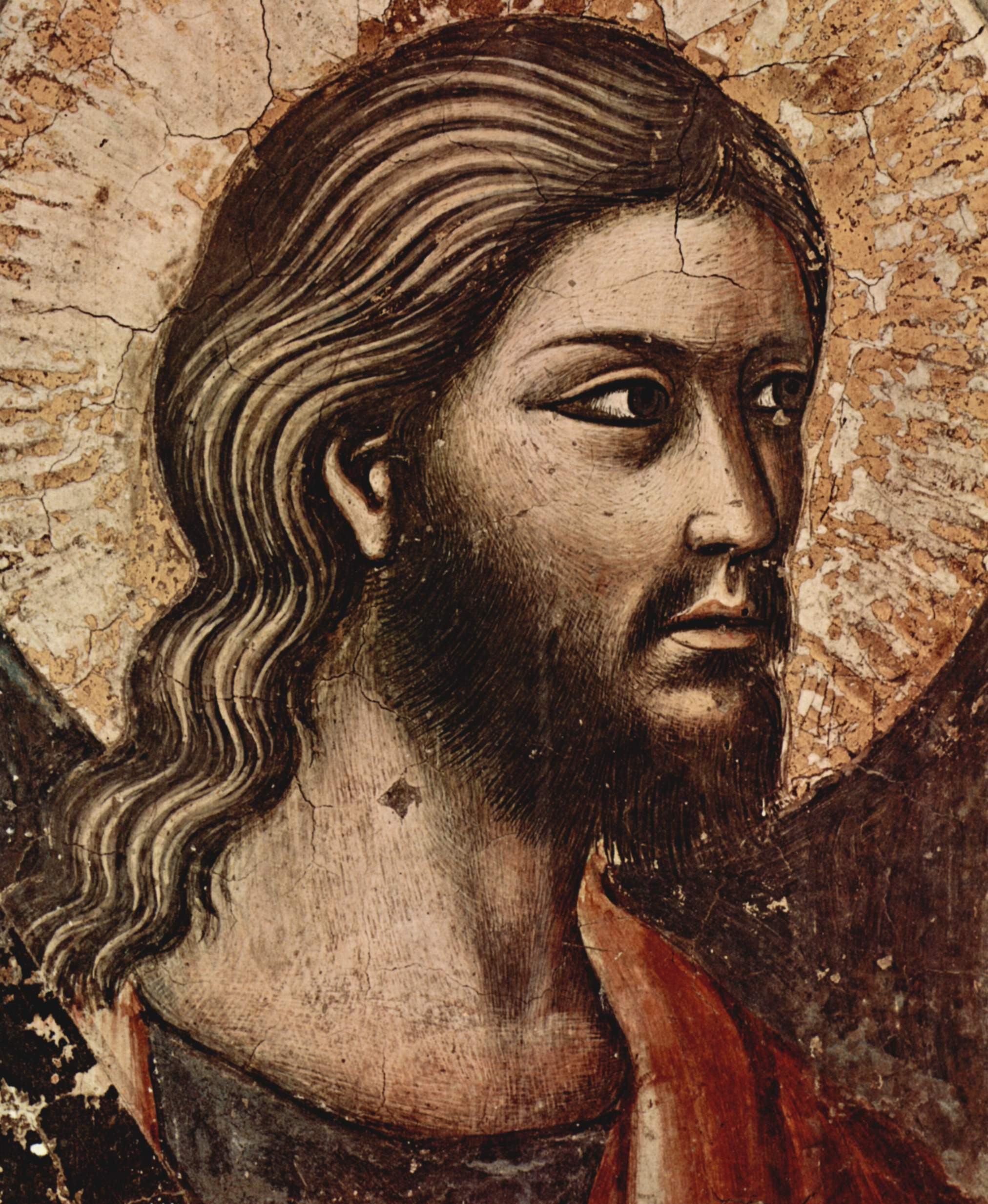
Judici Final, detall d'un dels apòstols.

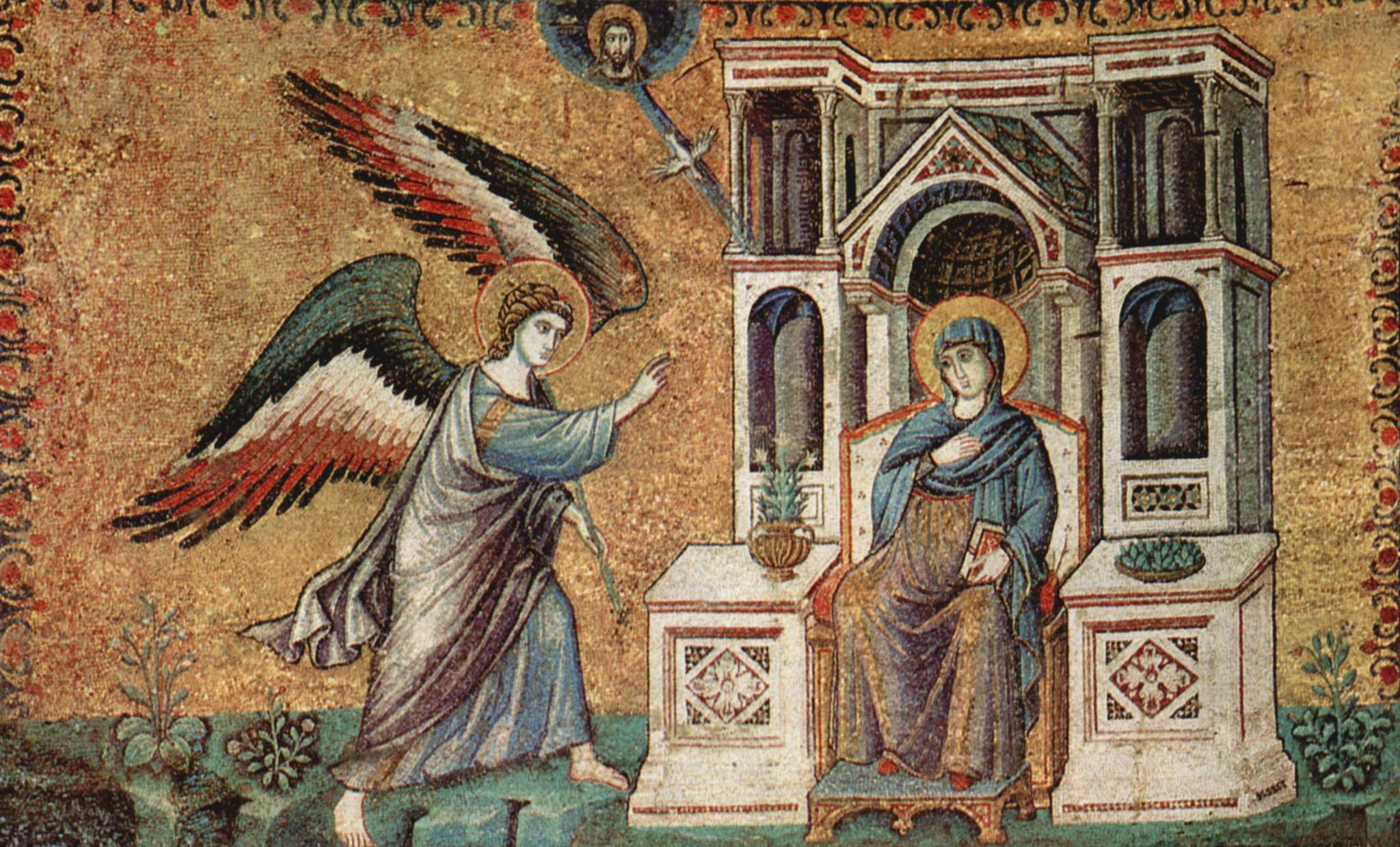
L'Anunciació, Santa Maria in Trastevere.

Pietro Cavallini (c. 1250 – c. 1330) va ser un pintor italià del gòtic. També va dissenyar mosaics. Va treballar a l'edat mitjana tardana. No es coneixen massa dades de la seua biografia, tot i que se sap que era romà, perquè signava pictor romanus.
La seua primera obra destacada van ser els cicles de mosaics per a la basílica de Sant Pau Extramurs, amb històries de l'Antic i Nou Testaments (1277-1285). Van quedar destruïts en el foc de 1823. El seu Judici Final en la basílica de Santa Cecília in Trastevere, a Roma, pintat cap a l'any 1293 i considerada l'obra mestra de Cavallini, és un exponent de l'estil artístic conegut com a naturalisme romà. Aquest naturalisme va influir en l'obra d'artistes que van treballar en altres ciutats italianes com Florència i Siena.
A partir de 1308 Cavallini va treballar a Nàpols en la cort del rei Carles II d'Anjou, en particular a les esglésies de San Domenico Maggiore (1308) i Santa Maria Donnaregina (1317), junt amb el seu compatriota romà Filippo Rusuti. Va tornar a Roma abans de 1325, començant la decoració externa de la basílica de Sant Pau Extramurs l'any 1321, amb una sèrie de mosaics en estil romà d'Orient.
Giovanni di Bartolommeo va ser un alumne de Cavallini.

## Obres
Entre les seues obres cal esmentar:
- Jael i Tisseran (data desconeguda), aquarel·la
- Escenes de la vida de Maria (1291), mosaics a l'absis de Santa Maria in Trastevere a Roma. Les sis escenes es van fer per encàrrec del cardenal Bertoldo Stefaneschi. Aquests mosaics van ser lloats pel seu retrat realista i els intents de perspectiva:
  - Nativitat de la Mare de Déu
  - Anunciació
  - El naixement de Jesús
  - Adoración dels Reis Mags
  - Presentació al temple
  - Dormició
- El Judici Final (1295-1300), part del cicle de frescos de Santa Cecília in Trastevere, a Roma.

Les pintures de l'absis de San Giorgio al Velabro, Roma, se li han atribuït en basar-se en la similitud estilística amb les pintures del Trastevere igual com el mosaic de l'absis de l'església de Sant Crisògon al districte del Trastevere, representant a Maria amb Sant Sebastià i Crisògon.